# Туну

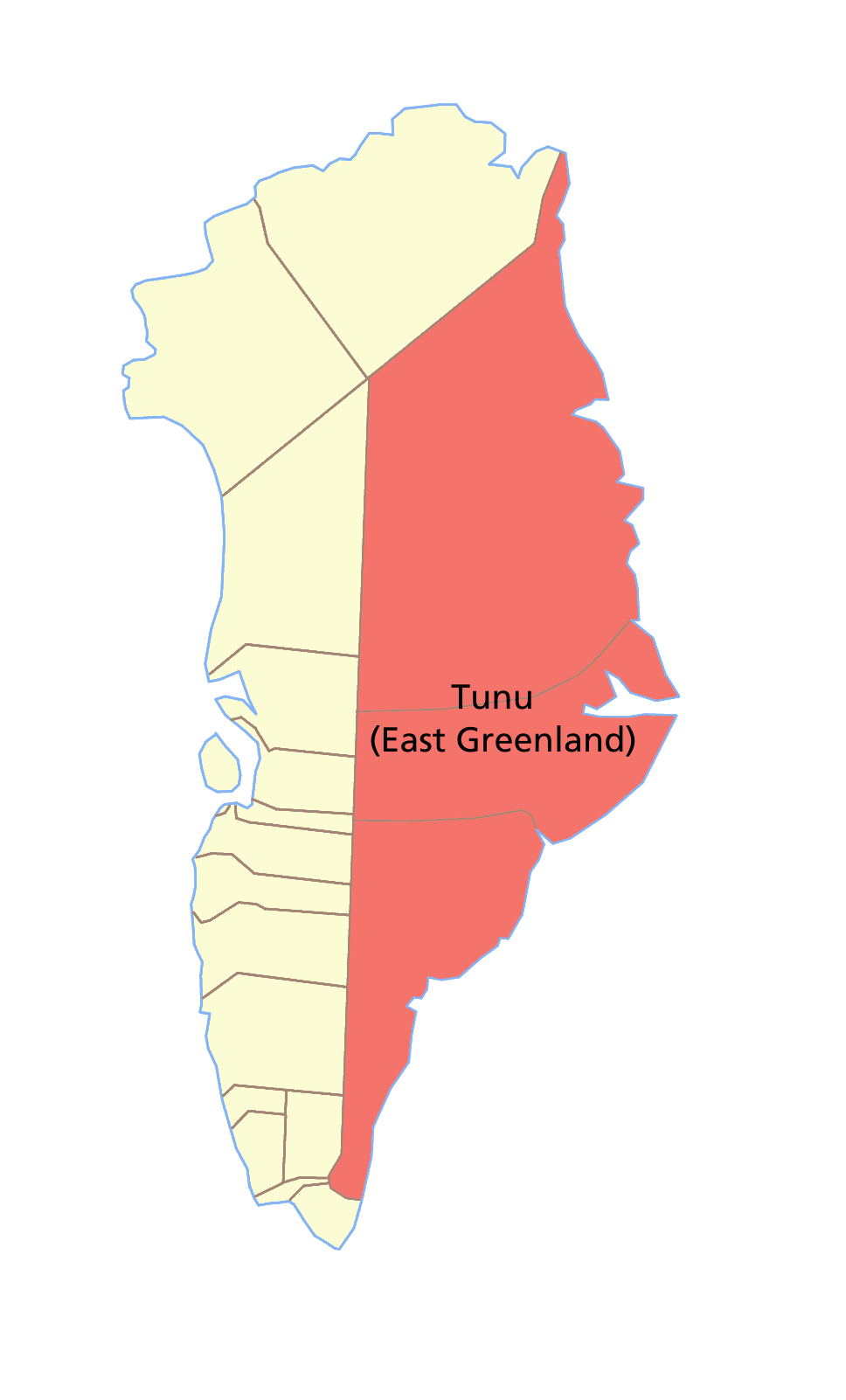

Туну (дат. Tunu) или Восточная Гренландия (дат. Østgrønland) — одна из гренландских территорий (amt), существовавших до 31 декабря 2008 года. Административным центром являлся Тасиилак. В провинцию входили муниципалитеты Аммасалик и Иттоккортоормиит. Северную часть провинции занимала часть Северо-Восточного Гренландского национального парка. Омывалась на востоке Гренландским и Норвежским морями. На западе граничила с округом Китаа. Население 3800 жителей (2005).